# 艾希迪
艾希迪（Al Hidd）（ 阿拉伯语：الحد）位於巴林的一個鎮，穆哈拉格島東南部的沙咀上，鎮上順尼派人口眾多，貝都因人的起源。
前在巴林發現石油前，居民通常以捕魚或珍珠行業為主。許多巴林演出團體都設在鎮上。